# 风平佛塔
24°23′55″N 98°30′49″E / 24.3986°N 98.5135°E

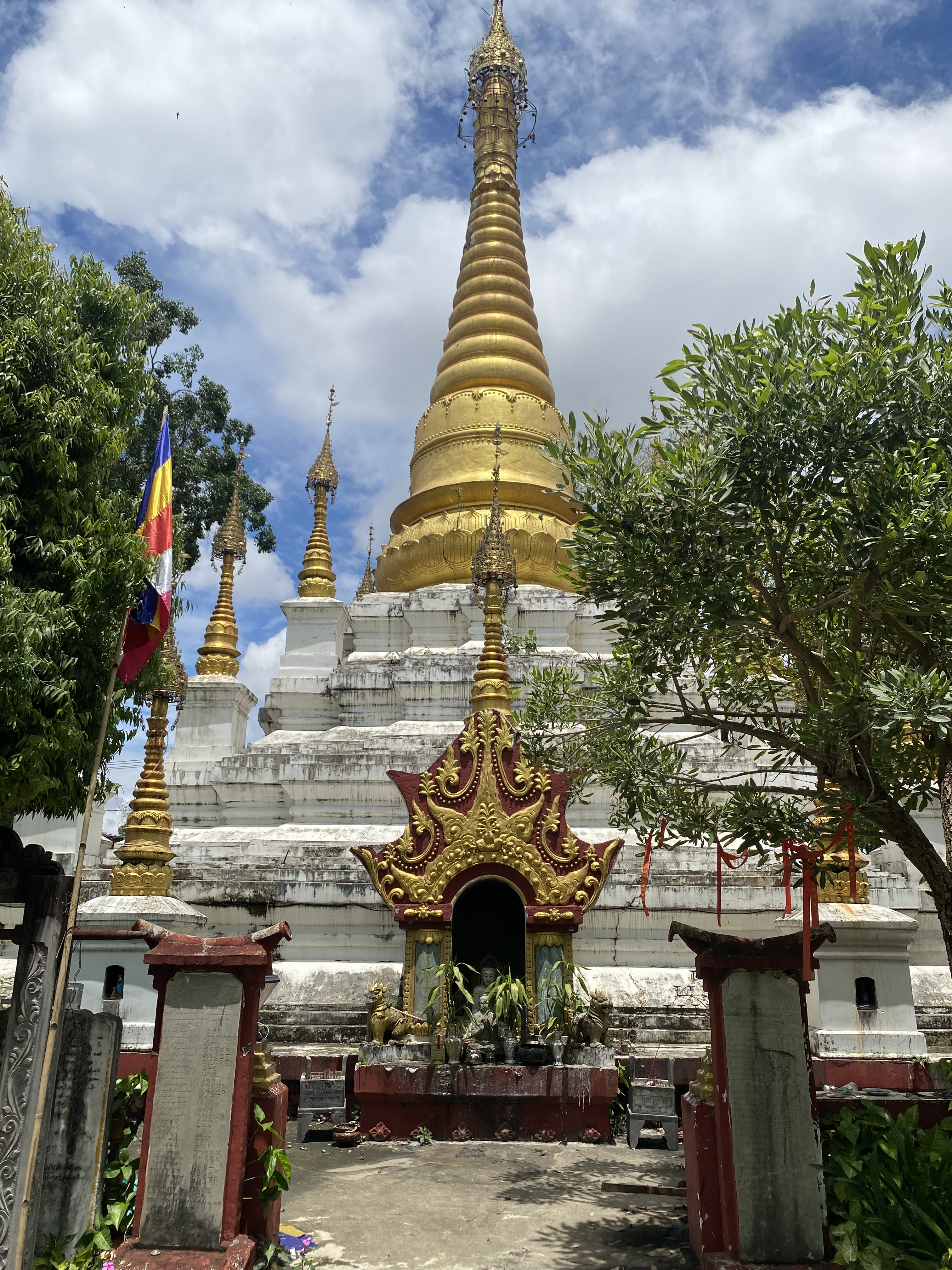
风平佛塔，位于风平中心佛寺内

风平佛塔位于中华人民共和国云南省德宏傣族景颇族自治州芒市风平镇风平寨西南部。

## 历史
清雍正六年（1728年），芒市土司放仁在芒市坝中心地区修建了风平佛寺:58。乾隆二十五年（1760年），土司放作藩在佛殿旁修建一座佛塔（西塔）；晚清时，土司方克明之母主持在佛殿旁另建一塔（东塔）:58。1956年，云南省人民政府将风平佛塔列入云南省文物保护单位，1966年在文化大革命中被炸毁，省级文保资格遭省政府除名，1986年重建。

## 建筑
风平佛塔由一座主塔和周围二十八座小塔组成。塔基正方形，边长15.1米，高90厘米，塔基四方各设一山门向外的双坡顶式佛龛。塔基上置四层坛台，向上逐层内收。主塔建于中央的莲花须弥座上，高23米，塔身为钟鼓形状，上有八罗汉浮雕。塔刹由相轮、莲座托上的宝瓶组成。小塔高4.1米，莲花底座形制与主塔相同，16座位于塔基四面，每面4座，另12座立于第一、二、三层坛台的四个角上。重建的风平佛塔无论在规模、体量或建筑工艺技术方面都较原建筑逊色不少。:231